# New Tricks (album)
New Tricks è un album in studio del cantante e attore statunitense Bing Crosby, pubblicato nel 1957.

## Tracce
Side 1
1. When I Take My Sugar to Tea – 2:56 (Sammy Fain, Irving Kahal, Pierre Norman)
2. On the Alamo – 2:54 (Isham Jones, Gus Kahn)
3. I'm Confessin' – 3:42 (Dan Dougherty,  Ellis Reynolds, Al J. Neiburg)
4. Between the Devil and the Deep Blue Sea – 2:01 (Harold Arlen, Ted Koehler)
5. Georgia on My Mind – 3:21 (Hoagy Carmichael, Stuart Gorrell)
6. Chicago – 2:03 (Fred Fisher)

Side 2
1. You're Driving Me Crazy – 2:55 (Walter Donaldson)
2. Avalon – 1:42 (Al Jolson, Buddy DeSylva, Vincent Rose)
3. Chinatown, My Chinatown – 1:39 (William Jerome, Jean Schwartz)
4. If I Could Be with You – 2:18 (James P. Johnson, Henry Creamer)
5. Softly, as in a Morning Sunrise – 3:22 (Sigmund Romberg, Oscar Hammerstein II)
6. Alabamy Bound – 1:54 (Ray Henderson, Buddy DeSylva, Bud Green)